# Коппс-Хилл (кладбище)
Кладбище Коппс-Хилл (англ. Copp's Hill Burying Ground) — историческое кладбище в Бостоне (штат Массачусетс, США). Второе по времени основания кладбище Бостона, функционировало до середины XIX века. Общее число захоронений — свыше 10 тысяч. С 1974 года включено в Национальный реестр исторических мест США, является частью туристического маршрута «Тропа Свободы».

## История

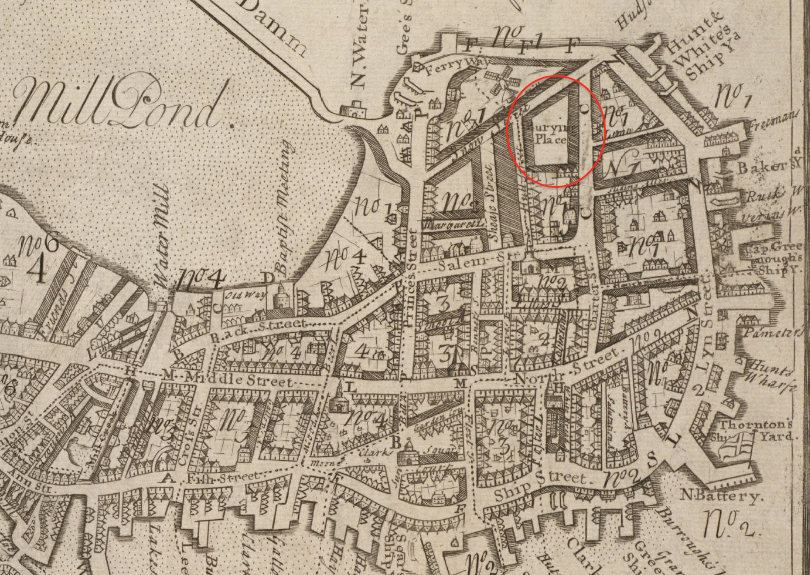
Карта Северного Бостона (1743 год) — кладбище Коппс-Хилл обведено красным цветом

Кладбище Коппс-Хилл, второе по времени основания кладбище Бостона (первым было кладбище у Королевской часовни), располагается на одноименном бостонском холме. Своё название местность получила по имени прежнего владельца, башмачника Уильяма Коппа. Земля для нового кладбища была приобретена у него городскими властями в 1659 году. Вначале это новое кладбище называлось просто Северным (англ. North Burying Ground) или Виндмилл-Хилл (второе название холма, в память о мельнице, стоявшей на нём до 1632 года). Захоронения на нём начались с 1660 года, и среди похороненных на нём были и Уильям Копп с семьёй.
Западную часть кладбища Коппс-Хилл занимают участки, где хоронили чернокожих бостонцев — как рабов, так и свободных, живших в колонии Нью-Гини (англ. New Guinea) к северо-востоку от холма. Общее число похороненных на кладбище негров — около тысячи человек.
В ходе событий Американской революции господствующее над Бостонской бухтой положение холма превратило его в опорный пункт британских колониальных войск. В юго-западной части холма был построен редут и установлена батарея, из которой обстреливался Банкер-Хилл. Действия батареи были причиной пожаров, уничтоживших бостонский пригород Чарлстаун. На некоторых надгробиях кладбища (в том числе на надгробии известного контрабандиста капитана Дэниэла Малькольма) сохранились отметины от мушкетных пуль, поскольку британские солдаты упражнялись здесь в стрельбе.
Кладбище Коппс-Хилл использовалось по назначению до середины XIX века, и общее количество захоронений на нём официально превыщает десять тысяч (в реальности число похороненных могло быть намного выше — как указывает Томас Бриджмен, многие участки использовались по несколько раз, становясь объектами перепродажи). После этого оно постепенно приходило в упадок, и могильные камни с него широко использовались при дорожных работах и в домашнем хозяйстве. Но позднее благодаря открывающемуся с холма виду на некоторые другие достопримечательности города — Бостонскую бухту, фрегат Constitution, Банкер-Хилл и Чарлстаун — кладбище Коппс-Хилл само стало туристической достопримечательностью. С 1974 года оно было включено в Национальный реестр исторических мест США и является одним из объектов популярного пешего туристического маршрута «Тропа Свободы».

## Известные захоронения
В силу специфики кладбища Коппс-Хилл, где хоронили чернокожих американцев, именно здесь расположена могила видного деятеля аболиционизма, основателя «чёрного масонства» Принца Холла (1735—1807), бывшего также активистом Американской революции. На Коппс-Хилл похоронен ещё один человек, чьи действия сохранила история американской освободительной войны — секстон Роберт Ньюмен, помогавший Полу Ревиру оповестить восставших накануне сражения при Лексингтоне и Конкорде; Ньюмен вывешивал на колокольне Церкви Христа (ныне известной как Старая Северная церковь) сигнальные фонари, дававшие знать повстанцам о выступлении британских войск на Лексингтон. Первый консул США в Кантоне, бывший офицер революционной армии Сэмюэл Шоу, также похоронен здесь.
На кладбище Коппс-Хилл покоятся несколько известных религиозных деятелей периода колонизации и Американской революции, в частности, трое представителей одной семьи — священники Сэмюэл, Инкриз и Коттон Мэзеры (двое последних печально известны своей ролью в Салемском процессе), а также Эндрю Элиот — один из немногих священнослужителей, остававшихся в Бостоне во время боевых действий революционной войны. Ещё одна знаменитость, похороненная на Коппс-Хилл — Эдмунд Хартт, корабел, на верфи которого был построен фрегат Constitution — парусный корабль, более 200 лет остающийся в составе ВМС США. Здесь же расположена могила Шема Дроуна — медника, известного, как автор флюгера-кузнечика на Фанел-Холле, ставшего символом Бостона. На Коппс-Хилл были похоронены родители английского губернатора-лоялиста Томаса Хатчинсона; впоследствии их надгробие было разрушено, а останки рассеяны по кладбищу.